# Anastasivka, Krîvîi Rih
Anastasivka (în ucraineană Анастасівка) este un sat în comuna Hruzke din raionul Krîvîi Rih, regiunea Dnipropetrovsk, Ucraina.

## Demografie
Componența lingvistică a localității Anastasivka
     Ucraineană (88,82%)
     Rusă (11,18%)
Conform recensământului din 2001, majoritatea populației localității Anastasivka era vorbitoare de ucraineană (88,82%), existând în minoritate și vorbitori de rusă (11,18%).